# Fußball-Club Memmingen 1907 Verein für Leibesübungen e.V.
FC Memmingen 07 Verein für Leibesübungen é uma agremiação esportiva alemã, fundada a 30 de maio de 1907, sediada em Memmingen, na Baviera.

## História
A equipe nasceu como departamento futebolístico do clube ginástico Memminger Turnvereins 1859 e se tornou independente no outono daquele mesmo ano. O time se reuniu ao TV a 14 de fevereiro de 1919 para, em seguida, destacar-se novamente em março de 1924 com o nome de FC Memmingen 07 Verein für Rasensport und Leibesübungen. A associação adotou sucessivamente o nome moderno de FC Memmingen 07 Verein für Leibesübungen.
Antes da Segunda Guerra Mundial o time venceu sete títulos locais em vários níveis. Em 1933, tomou parte das qualificações para a Gauliga Bayern, uma das novas dezesseis máximas divisões nas quais foi reorganizado o futebol alemão, sob a égide do Regime Nazista, mas perdeu a promoção para o BC Augsburg.
O FCM fez a sua primeira aparição na elite do campeonato bávaro, em 1953, quando, depois de chegar em segundo na 2. Amateurliga Schwaben, o clube foi admitido na nova Amateurliga Süd (III).
A sua primeira temporada não foi muito exitosa e o time foi rebaixado terminando no último lugar, para depois voltar novamente a essa categoria depois de ter vencido o título da 2. Amateurliga, em 1955.
Nos dois anos sucessivos a equipe ficou entre os primeiros cinco do campeonato, mas em 1958 sofreu um novo descenso Venceu, portanto, novamente a 2. Amateurliga no ano seguinte. 
Caiu de categoria ainda mais uma vez, em 1961, e voltou à 2. Amateurliga, para depois se qualificar, em 1963, ao novo campeonato de quarto nível denominado Landesliga Bayern-Süd.
Depois de uma breve estada no quinto nível, a Bezirksliga, de 1966 a 1968, o clube venceu a Landesliga, em 1970, voltando à Amateurliga Bayern, então organizada como um só grupo, permanecendo nessa divisão pelos consecutivos dezessete anos, sem obter resultados exaltantes. Em 1987-1988 e 1988-1989 atuou na Landesliga, mas voltou logo à Bayernliga para as treze temporadas seguintes.
Em 1997, o Memmingen ficou a um passo do acesso à Regionalliga Süd (III). Se encontrava em vantagem no placar por 3 a 2 no jogo decisivo contra o Kickers Offenbach quando os refletores do estádio se apagaram. O Offenbach venceu o jogo de repetição e passou à Regionalliga.
Após outro rebaixamento, em 2002, e uma temporada de um ano na Landesliga, o clube retornou à Bayernliga, conseguindo alguns bons resultados.
Em 2007, o FC Memmingen comemorou seu centenário e inaugurou seu remodelado Stadion der um Bodenseestraße com uma partida contra o Allgäu FC Kempten na frente de 6.650 espectadores. O clube teve a melhor presença de público na Bayernliga, temporada 2007-2008, com mais de 1.600 espectadores por jogo.
O FC Memmingen detém o recorde de participações na Oberliga Bayern, 37, em 2009-2010 e também lidera a tabela geral deste campeonato. O clube conquistou o título Bayernliga em 2009-2010 e, assim, ganhou a promoção para a Regionalliga Süd, pela primeira vez. Na temporada 2010-2011, a equipe ficou na décima-terceira colocação na Regionalliga Süd.

## Títulos
- Oberliga Bayern (V): 2010;
- Landesliga Bayern-Süd (IV-V): 1970, 2003;
- 2. Amateurliga Schwaben (IV): 1955, 1958;
- Schwäbischer Pokal: 1958, 1967, 1976;